# Thomas Baty
Pour les articles homonymes, voir Baty et Clyde.
Thomas Baty, né le 8 février 1869 à Stanwix (en), un quartier de Carlisle en Angleterre et mort le 9 février 1954 à Ichinomiya au Japon, est un juriste anglais, expert en droit international qui a passé une grande partie de sa carrière à travailler pour le gouvernement impérial japonais. 
Sous le nom de plume Irene Clyde, c'est une écrivaine de science-fiction féministe, auteure de Beatrice the Sixteenth, un roman de science-fiction utopique, se déroulant dans une société postgenre, et la co-éditrice de Urania, une revue féministe privée d'études de genre.

## Biographie

### Enfance et formation
Thomas Baty naît le 8 février 1869 à Stanwix, d'un père ébéniste, qui meurt quand il a 7 ans. À l'école, il se révèle très doué et reçoit une bourse pour étudier au Queen's College d'Oxford. Il entre dans cet établissement en 1888, et y obtient sa licence en Jurisprudence en 1892. En juin 1901, il reçoit le diplôme de LL. M. du Trinity College, Cambridge. Il obtient son DCL (doctorat de droit civil) de l'université d'Oxford en 1901 et son LL. D. (doctorat) de Cambridge en 1903. Son expertise se situe dans le domaine du droit international. Il enseigne le droit aux universités de Nottingham, d'Oxford, de Londres et de Liverpool. À cette époque, il devient un écrivain prolifique sur le droit international.

### Carrière d'expert en droit international
À la suite du déclenchement de la Première Guerre mondiale, Baty participe à la création de la Grotius Society (en), établie à Londres en 1915. En tant que membre fondateur de cette société, Baty fait la connaissance d'Isaburo Yoshida, deuxième secrétaire de l'ambassade du Japon à Londres et spécialiste de droit international de l'école doctorale de l'Université impériale de Tokyo. Le gouvernement japonais recherche alors un conseiller juridique étranger à la suite du décès d'Henry Willard Denison, un citoyen américain qui a occupé ce poste jusqu'à sa mort en 1914. Baty postule à ce poste en février 1915. Le gouvernement japonais accepte sa candidature et il part à Tokyo en mai 1916 pour commencer son travail. En 1920, il est décoré de l'Ordre du Trésor sacré, troisième classe, pour services rendus en tant que conseiller juridique. Il renouvelle à plusieurs reprises son contrat de travail avec le ministère japonais des Affaires étrangères, jusqu'à ce qu'en 1928 il devienne employé permanent du ministère. Au cours de son travail pour le gouvernement japonais, Baty développe l'idée que la Chine n'est pas digne d'être reconnue en tant qu'État en vertu du droit international, un point de vue qui a ensuite été utilisé pour justifier l'invasion de la Chine. En 1936, il est décoré de l'Ordre du Trésor sacré, deuxième classe.
En 1927, il fait partie de la délégation japonaise à la Conférence navale de Genève (en) sur le désarmement. C'est sa seule apparition publique en tant que conseiller juridique du gouvernement japonais, car le reste de son travail consiste principalement à rédiger des avis juridiques. En 1932, à la suite de l'invasion japonaise de la Chine du Nord et de la formation du Mandchoukouo, Baty défend la position japonaise au sein de la Société des Nations (SDN) et appelle à accepter le nouvel État à devenir membre de la SDN. Il rédigé aussi des avis juridiques pour défendre l'invasion japonaise de la Chine en 1937.
En juillet 1941, le gouvernement japonais gèle les avoirs des étrangers résidant au Japon ou dans l'une de ses possessions coloniales en représailles pour le même acte contre les actifs japonais aux États-Unis, mais Thomas Baty est exempté en raison de ses services pour le gouvernement japonais. Il décide de rester au Japon même après le déclenchement de la guerre entre ce pays et l'Empire britannique en décembre 1941. Il rejette les efforts de l'ambassade britannique pour le rapatrier et continue à travailler pour le gouvernement japonais pendant la guerre. Il défend la politique de conquête japonaise comme un remède au colonialisme occidental en Asie.

### Écrivaine de science-fiction féministe
En 1909, Irène Clyde publie Béatrice seizième, son premier roman de science-fiction. L'histoire qui se déroule à Armeria décrit un territoire dans lequel le genre n'existe pas, avec des personnes aux caractéristiques féminines qui forment ensemble des partenariats de vie . En 1916, avec Eva Gore-Booth, Esther Roper, Dorothy Cornish (en) et Jessey Wade (en), Irene Clyde fonde Urania, une revue à diffusion privée qui exprime ses opinions pionnières sur le genre et la sexualité, s'opposant à la différenciation insistante des personnes dans un classement binaire de deux genres,,,, dans laquelle ses articles sont parfois signés « Theta ».
En 1934, Irene Clyde publie Eve's Sour Apples, une série d'essais attaquant les distinctions fondées sur le sexe et le mariage.

### Mort
Baty est mort d'une hémorragie cérébrale à Ichinomiya, Chiba, Japon, le 9 février 1954. L'empereur du Japon envoie des hommages floraux, tout comme de nombreuses personnes qui connaissaient Baty. Des éloges sont prononcés par le premier ministre Shigeru Yoshida, le ministre des Affaires étrangères Katsuo Okazaki, Saburo Yamada (président de la Société japonaise de droit international) et Mr. Iyemasa Tokugawa (un ancien collègue). Il est enterré au cimetière d'Aoyama, à Tokyo, aux côtés de sa sœur et de sa mère.

## Philosophie juridique
La philosophie juridique de Baty a évolué au fur et à mesure qu'il travaille pour le gouvernement japonais et est conçue pour justifier les actions japonaises d'empiètement sur la souveraineté de la Chine. Son  argument principal était que la reconnaissance des États ne devait dépendre que d'un seul facteur — le contrôle effectif par les forces militaires et de sécurité du gouvernement sur le territoire de l'État, et non sur des définitions préconçues de ce que l'État devrait être. Pour cette raison, il s'oppose à la procédure de reconnaissance de facto, affirmant que seule la reconnaissance définitive et irrévocable devait être utilisée, et accusant la communauté internationale occidentale d'hypocrisie en utilisant la reconnaissance de facto comme moyen de permettre certaines transactions avec des gouvernements d'États qui leur sont hostiles sans prendre l'engagement définitif de les accepter pleinement dans la famille des nations.

## Vie privée
Baty ne s'est jamais marié. Certaines éléments suggèrent qu'il détestait le sexe, car il était désillusionné par les normes sexuelles victoriennes et dégoûté par les notions alors acceptées de domination masculine sur les femmes. Il se décrivait comme féministe radical et pacifiste. Baty a vécu selon les principes non conformes au genre promus par Urania, et pour cette raison, on s'en souvient parfois comme non-binaire, transgenre ou comme une femme trans lorsqu'elle est abordée en relation avec Urania,.
Sa sœur, qui l'accompagne au Japon en 1916 et vit avec lui jusqu'à sa mort en 1945, est l'une des personnes importantes dans sa vie.
Baty, végétarien strict depuis l'âge de 19 ans, a été vice-président de la British Vegetarian Society. Il est également membre de la Humanitarian League (en).

## Œuvres

### Ouvrages

#### En tant que Thomas Baty
- International Law in South Africa, Londres, Stevens et Haynes, 1900
- International Law, New York, Longmans, Green, and Co. ; Londres ; John Murray, 1909.
- Loi polarisée, Londres, Stevens et Haynes, 1914
- War: Its Conduct and Legal Results, New York, EP Dutton and Co., 1915
- Vicarious Liability, Oxford, Clarendon Press, 1916
- The Canons of International Law, Londres, John Murray, 1930
- Academic Colours, Tokyo, Kenkyusha Press, 1934
- International Law in Twilight, Tokyo, Maruzen Publishing Co., 1954
- Alone in Japan, Tokyo, Maruzen Publishing Co., 1959
- Vital Heraldry, Édimbourg, The Armorial Register, 1962

#### En tant qu'Irene Clyde
- Beatrice the Sixteenth, Londres, George Bell & Sons, 1909 ; New York, Macmillan, 1909
- Eve's Sour Apples, Londres, Scholartis Press, 1934

### Articles
- « The Aëthnic Union », The Freewoman, vol. 1, no 14,‎ 22 février 1912, p. 278–279 (lire en ligne)
- « The Root of the Matter », Macmillan's Magazine, vol. 88,‎ 1902–1903, 194–198
- « Can an Anarchy be a State? Revue américaine de droit international, vol. 28, n° 3 (juillet 1934), p. 444–455
- Abuse of Terms: 'Recognition' : War American Journal of International Law, Vol. 30, n° 3 (juillet 1936), p. 377–399 (prônant la reconnaissance du Mandchoukouo)
- The 'Private International Law of Japan Monumenta Nipponica, Vol. 2, n° 2 (juillet 1939), p. 386–408
- The Literary Introduction of Japan to Europe Monumenta Nipponica, Vol. 7, n° 1/2 (1951), p. 24–39, vol. 8, n° 1/2 (1952), p. 15–46, vol. 9, n° 1/2 (1953), p. 62–82 et vol. 10, n° 1/2 (1954), p. 65–80